# اووچاری
اووچاری (به بلغاری: Ovchari) یک منطقهٔ مسکونی در بلغارستان است که در شهرستان کروموفگراد واقع شده‌است.